# Weber-Kohlrausch-Experiment
Das Weber-Kohlrausch-Experiment ist ein historisches Physik-Experiment, das von den Physikern Wilhelm Eduard Weber und Rudolf Kohlrausch im Jahr 1855 durchgeführt wurde. Es lieferte den ersten Anhaltspunkt dafür, dass Licht ein elektromagnetisches Phänomen ist.
Im Wesentlichen beruhte das Experiment darauf, dass die Ladungsmenge einer Leydener Flasche auf zwei verschiedene Weisen gemessen wurde. Zunächst wurde die Ladungsmenge mit elektrostatischen Methoden gemessen, also durch die Bestimmung der Kraft, die elektrische Ladungen aufeinander ausüben. Dann wurde die Leydener Flasche über eine Spule entladen, wodurch der Entladestrom ein magnetisches Feld verursachte. Dessen Flussdichte wurde mittels einer Kompassnadel mit der Flussdichte des Erdmagnetfeldes verglichen. Die Stärke des Erdmagnetfeldes war zuvor auf andere experimentelle Weise bestimmt worden und wurde als bekannt vorausgesetzt. Aus der Flussdichte des Magnetfeldes im Inneren der Spule konnte man schließlich auf die geflossene Ladungsmenge rückschließen und hatte sie so auch auf elektrodynamischem Wege bestimmt.
Beim Vergleich der elektrostatisch und elektrodynamisch gemessenen Ladungsmenge fiel auf, dass eine Konstante von Bedeutung war, die die Dimension einer Geschwindigkeit hatte. Weber und Kohlrausch gaben für diese Konstante einen Wert an, der um den Faktor {\displaystyle 1/2} vom tatsächlichen Wert abwich, weil zu ihrer Zeit noch das fehlerhafte Modell des negativen und positiven Ladungstransports in einem Festkörper in beide Richtungen verwendet wurde. Der bereits von Maxwell korrigierte Wert betrug
{\displaystyle c\approx 3{,}1\cdot 10^{8}\,\mathrm {m\,s^{-1}} }
und stimmte im Rahmen der Messgenauigkeit mit dem damals verwendeten Wert der Vakuumlichtgeschwindigkeit überein. Dieses Ergebnis inspirierte James Clerk Maxwell zur Annahme, dass das Licht eine elektromagnetische Welle sei. Aus den  maxwellschen Gleichungen folgte nämlich, dass sich elektromagnetische Wellen mit einer Geschwindigkeit ausbreiten, die nach folgender Gleichung zu berechnen ist:
{\displaystyle c={\frac {1}{\sqrt {\mu _{0}\varepsilon _{0}}}}}
Hierbei sind {\displaystyle \mu _{0}} die magnetische Feldkonstante und {\displaystyle \varepsilon _{0}} die elektrische Feldkonstante des Vakuums. Die Identität der Vakuumlichtgeschwindigkeit mit der Konstante aus dem Experiment von Weber und Kohlrausch hat dadurch eine theoretische Begründung erfahren. Bis 2019 waren die drei Konstanten {\displaystyle c}, {\displaystyle \mu _{0}} und {\displaystyle \varepsilon _{0}} im Rahmen des SI-Systems exakt festgelegt und definierten so die Basiseinheiten. Inzwischen wurde die Einheit Ampere anders definiert, weshalb die beiden Feldkonstanten wieder einer gewissen Messunsicherheit unterliegen. Da aber die Lichtgeschwindigkeit nach wie vor exakt festgelegt ist, bleibt das Produkt von {\displaystyle \mu _{0}} und {\displaystyle \varepsilon _{0}} auch weiterhin exakt.